# Baudin Chateauneuf
 (décembre 2017).
Pour les articles homonymes, voir Baudin et Chateauneuf.
Baudin Chateauneuf est une entreprise française de bâtiment et travaux publics (BTP) basée à Châteauneuf-sur-Loire dans le département du Loiret et la région Centre-Val de Loire.

## Historique
En 1919, l'entrepreneur Basile Baudin, l'ingénieur Georges-Camille Imbault, spécialiste de la conception des ponts, Georges Arnodin et les frères Thuillier, Georges Thuillier (1875-1943), ingénieur (Centrale Paris, promotion 1896) et Étienne Thuillier (1877-1958), officier du génie (Polytechnique, promotion 1897), fondent Baudin et compagnie. En 1928, l'entreprise prend la forme d'une société anonyme sous le nom d'Établissements Baudin. Basile Baudin dirigera l'entreprise jusqu'en 1932, Georges Imbault lui succèdera et occupera le poste jusqu'à sa mort en mars 1951. Outre le changement de direction en 1952, la société prend également la dénomination de Baudin Chateauneuf. Aujourd'hui, la société est parfois désignée sous le simple sigle BC.
De l'après Première Guerre mondiale à la reconstruction de l'après Seconde Guerre mondiale, l'activité de l'entreprise s'appuya largement sur son savoir-faire en matière de construction de ponts. Vers 1954, l'entreprise cherchera à diversifier son activité, en particulier en construisant des charpentes.

## Principales réalisations

### Ponts et viaducs
- Pont de Mirepoix-sur-Tarn (1935-2019), pont routier suspendu dont l'effondrement le 18 novembre 2019, provoqua la mort de deux personnes.
- Pont suspendu des Andelys, reconstruction de 1947 (Eure), dont le modèle avait eu pour père Ferdinand Arnodin en 1914
- Pont de Bessières (1955) à Bessières (Haute-Garonne)
- Pont Maréchal-Joffre à Orléans (1958)
- Pont de Cosne-Cours-sur-Loire sur la Loire (1959)
- Pont de Sully-sur-Loire (1985-1986) sur la Loire entre Sully-sur-Loire et Saint-Père-sur-Loire, (Loiret). L'entreprise avait participé à la construction du pont précédent (1947)
- Pont de Seyssel, pont à haubans sur le Rhône (1986)
- Pont de Jargeau sur la Loire entre Jargeau et Saint-Denis-de-l'Hôtel, Loiret (1987-1988)
- Passerelle Saint-Symphorien à Tours, réparation, maintenance (1990-1993)
- Pont du Morbihan, pont en arc sur la Vilaine entre Nivillac et Marzan, près de La Roche-Bernard (1992-1994)
- Pont Charles-De-Gaulle de Paris, pont en poutres entre les gares de Lyon et d'Austerlitz (1994-1996)
- Viaduc de l'Arc à Aix-en-Provence, pont ferroviaire sur la ligne LGV Méditerranée (1996-1998)
- Viaduc de Mornas, pont ferroviaire sur le Rhône (1997-1999)
- Pont du métro de Toulouse sur la rocade est (2000)
- Viaduc de la Dordogne entre Lanzac et Pinsac (2001)
- Viaduc de la Vézère-Corrèze, pont autoroutier à ossature mixte (A89) à Brive-la-Gaillarde (2002)
- Reconstruction du pont de Montjean-sur-Loire (pont suspendu sur la Loire) datant de 1946 (2002-2003)
- Maintenance sur les ponts de Tancarville (1997, 2000 et 2001)[1], de Saint-Nazaire (1998 et 2002) et d'Aquitaine (2000-2003)
- Pont de Saint-Just-Saint-Rambert (2006-2008), pont suspendu sur la Loire
- Viaduc du Loing sur l'autoroute A19 (2009)
- Viaduc ferroviaire de Gilly-sur-Loire (2021)[2]
- Pont Siebert sur l'île Seguin (2022)
- Pont de Moulins sur l'Allier (2023)[3]
- Pont Val de Loire (2025).

### Charpentes métalliques
- Aéroport de Lyon-Saint-Exupéry, terminal 2 (2001)
- Restructuration des tribunes nord et sud du stade de Gerland (Lyon) pour la Coupe du monde de football 1998 (1996-1998)
- Pylône autoportant de 120 mètres de hauteur pour Télédiffusion de France, Le Havre (1999)
- Pont d'Aquitaine
- Passerelle Eiffel à Bordeaux par transformation du viaduc ferroviaire en voie piétonnière sur la Garonne (2020)

### Équipements aquatiques
- Piscines d'Étampes (1993) et de Mauguio (1998)
- Centres aquatiques de Morteau (2001) et du Mans (2001-2002)

### Autres
Outre ces trois principales activités, l'entreprise est également impliquée dans la construction d'éoliennes, de locaux industriels, de câble offshore ainsi que dans la construction d'un barrage destiné à éviter l'ensablement du Mont-Saint-Michel.
La rénovation du Pont transbordeur du Martrou à Rochefort sur la Charente s'est achevée à l'été 2020.

## International
Par l'intermédiaire de son département export, Baudin Chateauneuf intervient à l'étranger depuis 1996. Les principales réalisations ont été effectuées au Cambodge, au Libéria, au Viet-Nam et à Madagascar.